# Uitvoerend Agentschap voor intelligente energie
Het Uitvoerend Agentschap voor intelligente energie (IEEA) is een uitvoerend agentschap van de Europese Unie. Het agentschap is opgericht om het "Intelligente Energie - Europa" (IEE) programma ten uitvoer te brengen. Het is een tijdelijk agentschap, dat operationeel zal zijn tot eind 2008. Er is echter een tweede gelijknamig programma gepland voor de periode 2007-2013. Het agentschap rapporteert aan het Directoraat-Generaal Energie en Transport, dat verantwoordelijk blijft voor de implementatie en evaluatie van het programma.
Het agentschap is gevestigd in de Madoutoren, in Brussel.

## Eerste Uitvoerend agentschap
Het IEEA is het eerste uitvoerend agentschap.